# Neoscirula abraensis
Neoscirula abraensis är en spindeldjursart som beskrevs av Corpuz-Raros 1996. Neoscirula abraensis ingår i släktet Neoscirula och familjen Cunaxidae. Inga underarter finns listade i Catalogue of Life.